# Montesegale
Monteségale (Montségal in dialetto oltrepadano) è un comune italiano di 248 abitanti della provincia di Pavia in Lombardia. Si trova nell'alta collina dell'Oltrepò Pavese, nella valle del torrente Ardivestra, affluente della Staffora. La grandissima parte della popolazione risiede nelle numerose frazioni.

## Storia
Noto fin dall'XI secolo, Monteségale era sotto la signoria del Vescovo di Tortona, e fu sottoposto al dominio pavese nel 1219 da Federico II (pur continuando, sotto Pavia, la signoria vescovile). Montesegale fu infeudato ai conti palatini di Lomello, del ramo di Gambarana, ricevendo l'investitura congiuntamente da Pavia e dal Vescovo di Tortona, che manteneva quindi un'alta signoria (analogamente a quanto avveniva nelle vicine località Gravanago e Montepicco frazione di Fortunago e a Rocca Susella). La signoria dei Gambarana durò, salvo qualche breve interruzione, fino alla fine del feudalesimo (1797).

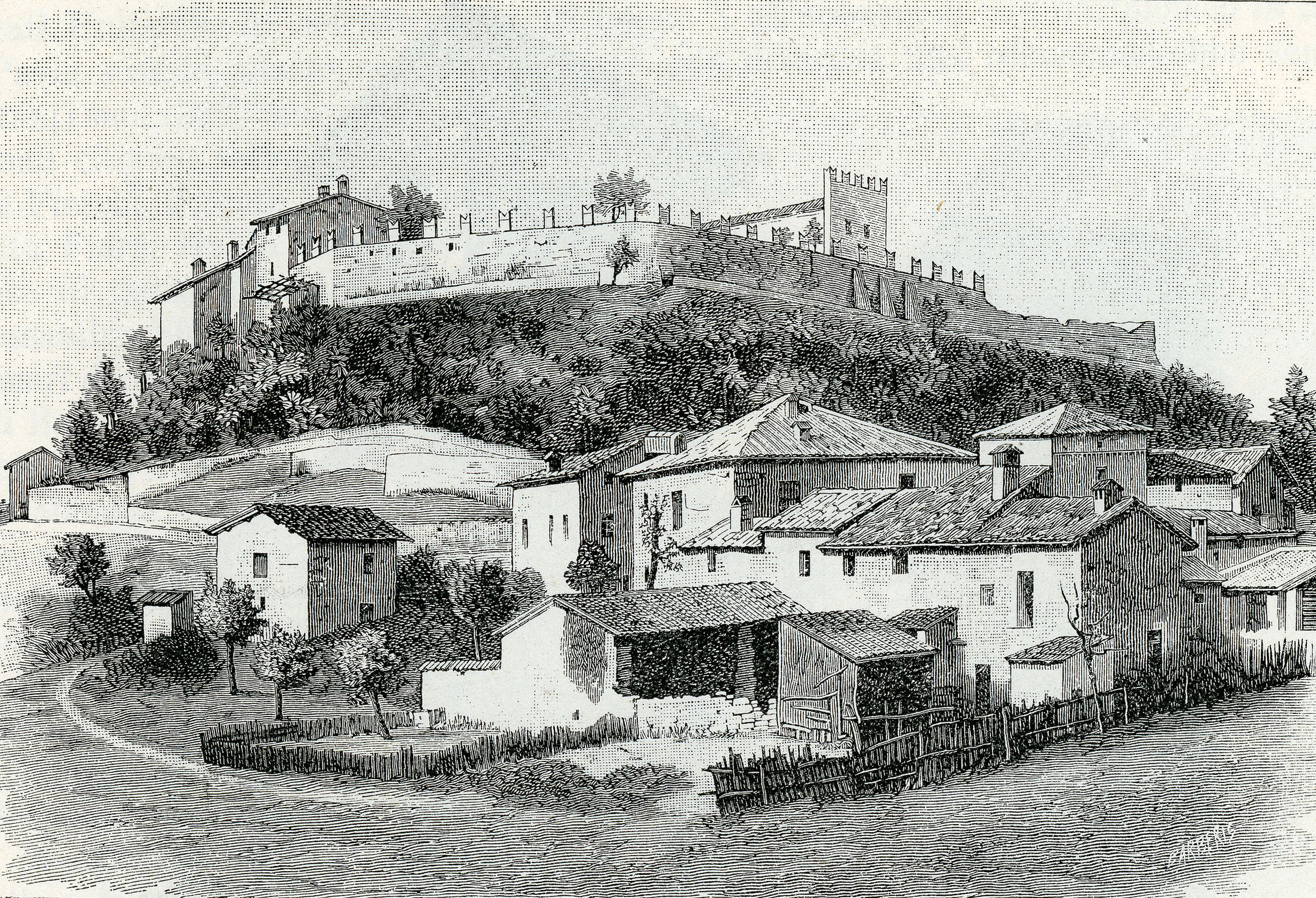
Montesegale: antico castello, (xilografia di Barberis 1890).

Unito con il Bobbiese al Regno di Sardegna nel 1743, in base al Trattato di Worms, entrò a far parte poi della Provincia di Bobbio. La fine del marchesato ebbe luogo con l'abolizione del feudalesimo nel 1797. Nel 1801 il territorio è annesso alla Francia napoleonica fino al 1814. Nel 1818 passa alla provincia di Voghera e nel 1859 alla provincia di Pavia.
Il comune di Montesegale faceva direttamente parte dell'Oltrepò Pavese, non era una giurisdizione separata (vedi alla voce Oltrepò Pavese) come i territori circostanti. Comprendeva anche la parte meridionale dell'attuale comune di Rocca Susella, con le frazioni Susella, San Paolo, Poggio Almanno. Esse furono staccate da Montesegale e unite al comune cui attualmente appartengono nel 1905. Nel XVIII secolo a Montesegale era stato unito il piccolo comune di Castignoli, già sede di un importante castello, parte del feudo di Montesegale.

### Simboli
Lo stemma comunale e il gonfalone sono stati concessi con decreto del presidente della Repubblica del 4 gennaio 1988.
Il gonfalone è un drappo troncato di rosso e di azzurro.

## Monumenti e luoghi di interesse
- Castello di Montesegale
- Chiesa dei Santi Cosma e Damiano

## Società

### Evoluzione demografica
Abitanti censiti

## Cultura

### Prodotti a Denominazione comunale d'origine
Il comune di Montesegale ha assegnato la De.Co. a quattro prodotti dell'artigianato agroalimentare tradizionale: 
- il Pansegale
- la Trêsa, tipica pagnotta oltrepadana
- la Mundiöla, salume che si ottiene dalla lavorazione dei muscoli cervicali del suino
- il Salàam da cöta, insaccato da cuocere

## Amministrazione

### Gemellaggi
- Valbelle, dal 1999[7][8]

### Comunità montane
Fa parte della fascia collinare della Comunità Montana Oltrepò Pavese.